# Bassiano de Lodi
Bassiano ou Bassano (em italiano:  Bassiano di Lodi, em latim: Bassianus Laudensis; Siracusa, 319 — Lodi, 8 de fevereiro 409) foi o primeiro bispo da Diocese de Lodi, Itália. É também venerado como santo da Igreja Católica e da Igreja Ortodoxa.